# 단체관련 정치자금 기부금지 사건
단체관련 정치자금 기부금지 사건은 대한민국 헌법재판소 판례이다.

## 사실관계
청구인은 전국언론노동조합의 위원장으로 선거자금을 정당에 기부하여 정치자금에 관한 법률위반으로 기소되자 위헌법률심판제청신청을 하였으나 법원은 이를 기각하고 유죄판결을 하였고 이에 청구인은 불복, 항소하고 헌법소원심판을 청구하였다.

## 관련조문
구 '정치자금에 관한 법률'
제12조[기부의 제한] (1) 외국인, 국내, 외의 법인 또는 단체는 정치자금을 기부할 수 없다.
(2) 누구든지 국내, 외의 법인 또는 단체와 관련된 자금으로 정치자금을 기부할 수 없다.

## 결론
합헌

## 이유

### 위헌결정된 조항의 반복입법인지 여부
위헌결정된 법률조항의 반복입법에 해당하는지 여부는 단지 위헌결정된 법률조항의 내용이 일부라도 내포되어 있는지 여부에 의하여 판단할 것이 아니라, 입법목적이나 입법동기, 입법당시의 시대적 배경 및 관련조항들의 체계 등을 종합하여 실질적 동일성이 있는지 여부에 따라 판단한다.

### 과잉금지원칙 위반 여부
특정한 정당이나 정치인에 대한 정치자금의 기부는 그의 정치활동에 대한 지지, 지원인 동시에 정책적 영향력 행사의 의도 또는 가능성을 내포하고 있다는 점에서 일종의 정치활동 내지 정치적인 의사표현이라 할 것인바 누구든지 단체와 관련된 자금으로 정치자금을 기부할 수 없도록 한 이 사건 기부금지 조항은 정치활동의 자유 내지 정치적 의사표현의 자유에 대한 제한이 된다.

#### 입법목적의 정당성
기부금지조항은 단체의 정치자금 기부를 통한 정치활동이 민주적 의사형성을 왜곡하거나, 선거의 공정을 해하는 것을 방지하는 것과 단체 구성원의 의사에 반하는 정치자금 기부로 인하여 단체 구성원의 정치적 의사표현의 자유가 침해되는 것을 방지하는 것을 목적으로 한다.

#### 수단의 적합성
개인의 명의로 정치자금 기부를 하더라도 그 자금원이 실질적으로 단체에 속한 경우에는 단체의 기부와 마찬가지 효과를 가지는 개인의 기부를 차단하여 단체의 정치자금 기부금지 규정의 실효성을 확보할 수 있다.

#### 침해의 최소성
단체의 정치적 의사표현 자체를 금지하거나 그 내용에 따라 규제하도록 한 것이 아니라, 개인과의 관계에서 불균형적으로 주어지기 쉬운 '자금'을 사용한 방법과 관련하여 규제를 하는 것이다.

## 같이 보기
- 정치자금